# Hendrick Christiaensen
Hendrick Christiænsen (1574-1616) est un explorateur néerlandais qui reconnut les terres de ce qui allait devenir la colonie de Nouvelle-Néerlande.

## Biographie
Hendrick Christiænsen est un officier de marine et un négociant employé par la Compagnie van Tweenhuysen d’Amsterdam. En 1611, Christiaensen fait deux voyages vers Manhattan à bord du Fortuyn, avec le capitaine du Tyger, Adriaen Block. Lors de son retour vers les Provinces-Unies en 1612, il ramène deux jeunes indigènes, fils d'un sachem lenape. Ses compatriotes sont fascinés par les deux jeunes indiens, qu'ils baptisent Orson et Valentin Christiænsen.
En 1613, Christiænsen et Block reprennent la mer avec deux vaisseaux et dressèrent la première carte de la région de Manhattan et de Long Island.

## L'établissement du Fort Nassau
Christiænsen remonta la Noortrivier à bord du Fortuyn jusqu'à Castle Island (New York), où il construisit un entrepôt sur les ruines d'un poste de traite français abandonné. Il le clôtura d'une palissade entourée d'un fossé et le baptisa « Fort Nassau » en hommage au stathouder Maurice de Nassau. Christiænsen fit prélever deux canons et onze pierriers sur l'armement du Fortuyn et commit douze hommes à la garde du fort, sous les ordres de Jacob Eelkens, avant de repartir vers Manhattan.
Au printemps 1619[Information douteuse], le vaisseau de Christiænsen, le Swarte Beer, est ancré dans l'Hudson lorsqu'il est attaqué par des Indiens : Hendrick Christiaensen et la majorité de ses hommes sont tués dans l'affrontement, mais les assaillants s'enfuient après deux tirs d'arquebuse.